# Гвардафуй (пролив)
Гвардафуй (араб. مضيق غواردافوي‎, сомал. Marinka Gardafuul) — океанический пролив у края Африканского Рога, находящийся находится между регионом Пунтленд в Сомали и мухафазой Сокотра в Йемене в западной части Аравийского моря. Он соединяет Аденский залив на севере с Индийским океаном на юге. Такое же название носит мыс Гвардафуй, самая оконечность Африканского Рога. Известные достопримечательности включают лагуну Алула.

## Описание
Ширина пролива составляет около 100 километров между мысом Рас-Асейр (Гвардафуй) и островом Абд-эль-Кури, и около 240 километров между Рас-Асиром и Сокотрой. Регион Рас-Асейр, ранее называвшийся Гардафулом, провинция полуавтономного региона Пунтленд, назван в его[кого?] честь.

## Названия пролива
Океанический пролив имеет много названий: Рас-Хафун — по мысу Рас-Хафун, недалеко от города Фоар, Рас-Асир-Сокотра, пролив мыса Гуардафуй, пролив Сокотра, Гвардафуй-Сокотра, канал Гвардафуй, проход Сокотра.

## История
Пролив считался потенциально опасной ловушкой как в мирное, так и в военное время. Это был стратегически важный регион во время Второй мировой войны из-за того, что в то время он принадлежал державе Оси, Италии. Союзники попытались обеспечить проход через пролив в ходе операции Chapter.
Пролив также подвергается воздействию циклонов, которые приходящих с юго-востока из Сомалийского моря. Между правительством Сомали и Йеменом существует спор о суверенитете над островами пролива.

## География
На северо-западе пролив соединяется с Аденским заливом, на северо-востоке с Аравийским морем и на юге с Сомалийским морем. В проливе лежат острова Абд-эль-Кури, Дарса и Самха. Корабли, проходящие пролив, используют маяк Франческо Криспи на мысе Гуардафуи в качестве ориентира.

### Геология
Северная часть пролива Гуардафуи лежит на дне олигоценово-миоценовой рифтовой зоны Аденского залива; здесь глубина воды достигает более 2500 м. Пролив Гуардафуи, а также цепь островов архипелага Сокотра расположены на Сомалийской плите.